# Cirripectes polyzona
Cirripectes polyzona és una espècie de peix de la família dels blènnids i de l'ordre dels perciformes.

## Morfologia
- Els mascles poden assolir 13 cm de longitud total.[1][2]

## Reproducció
És ovípar.

## Alimentació
Menja algues i invertebrats (com ara, ostracodes i gastròpodes).

## Hàbitat
És un peix marí de clima tropical i associat als esculls de corall que viu entre 0-20 m de fondària.

## Distribució geogràfica
Es troba des de Sud-àfrica fins a Kiribati, el Japó i el sud de la Gran Barrera de Corall.